# Polyvision
Polyvision fu il nome dato dal critico cinematografico francese Émile Vuillermoz ad uno speciale formato cinematografico widescreen usato esclusivamente per le riprese e la proiezione del film Napoleone, di Abel Gance, nel 1927.
Polyvision richiedeva la proiezione simultanea di tre pellicole senza suono disposte in una riga orizzontale, ottenendo un rapporto d'aspetto di 4:1 (1.33×3:1). Il rapporto d'aspetto estremamente panoramico di Polyvision fu il più largo visto ad allora, anche se si trattò di sole tre immagini una di fianco all'altra. Nel 1955 la società Walt Disney sviluppò il Circle-Vision 360° per usarlo nei parchi a tema Disneyland, che usava nove proiettori 35mm 4:3 per mostrare un'immagine che circondava completamente lo spettatore.
Questa configurazione è considerata un precursore del Cinerama, che vide la luce un quarto di secolo dopo; ciononostante, è poco probabile che Polyvision fu una diretta ispirazione per le successive tecniche cinematografiche a schermo ultralargo, poiché la sequenza trittica di Napoleone fu eliminata dal film dai suoi distributori dopo poche proiezioni, e non fu più vista finché Kevin Brownlow la restaurò negli anni '70.